# Hip hop francés
Este artículo trata sobre hip hop del país Francia, y no cubre las escenas hip hop de otros países francófonos como Senegal, Bélgica y Canadá.

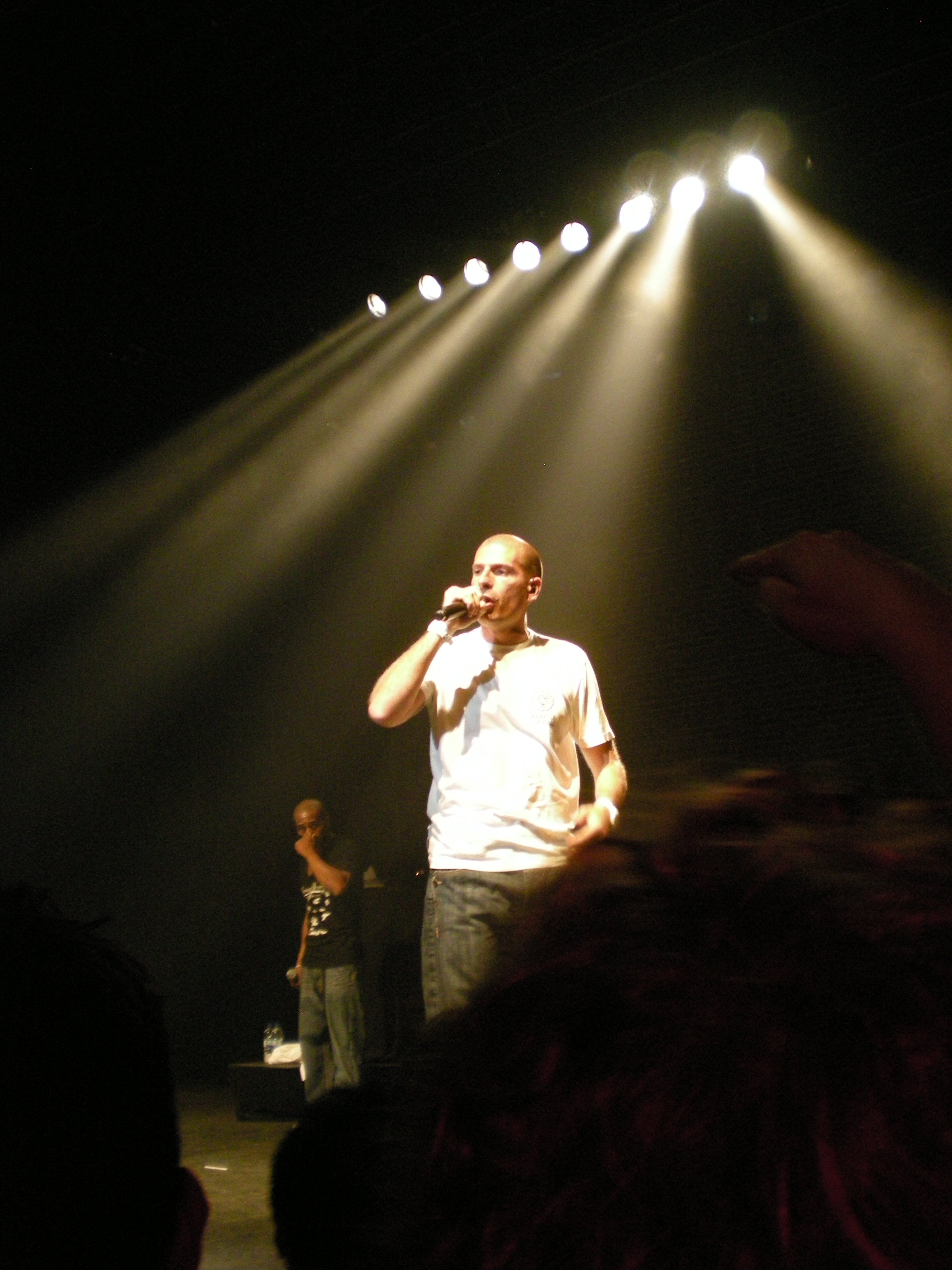
Artista interpretando hip hop.

Hip hop francés o trap francés es el estilo de hip hop desarrollado en Francia, y está considerado como la primera escena mundial de hip hop fuera de Estados Unidos. Buena parte de los artistas de hip hop francés provienen de áreas urbanas pobres de las afueras de las grandes ciudades, lo que se conoce como banlieues ("suburbios"). París, Marsella, Lyon, Nantes, Lille, Estrasburgo, Caen, Le Havre, Rouen, Toulouse, Grenoble y Niza han dado lugar a numerosos artistas de hip hop francés. Este género está directamente influido por el estatus social y político de los grupos minoritarios que viven en el país. Francia está considerado el segundo productor mundial de trap después de Estados Unidos.

## Historia

### Orígenes
El hip hop apareció por primera vez en Francia en 1981, en el momento en que el género estaba logrando cierto éxito en Estados Unidos. Su popularidad creció gracias a la gran comunidad africana residente en Francia. El desarrollo del rap en el país está directamente relacionado con las relaciones poscoloniales que se establecieron con las antiguas colonias de África y el Caribe. Hacia 1982 ya habían aparecido un buen número de emisoras de hip hop, entre ellas Rapper Dapper Snapper y BA Crew, y la futura estrella DJ Dee Nasty hizo sus primeras apariciones. Ese mismo año tuvo lugar el primer gran concierto de hip hop, el New York City Rap Tour, patrocinado por Europe 1 y que incluía en el cartel a Afrika Bambaataa, Grandmixer DST, Fab 5 Freddy, Mr Freeze y la Rock Steady Crew. Algunos de esta segunda corriente se vieron envueltos en controversias sobre sus letras, al ser criticados por glorificar el asesinato de policías u otros crímenes, un fenómenos similar al que vivió el gangsta rap estadounidense. Fue el caso de Ministère AMER con "Sacrifice de poulet", NTM's y su "Police" así como posteriormente Lunatic con el tema "Le crime paie".

### Años 1990 - años 2000
Durante los años 1990, la música creció hasta convertirse en uno de los géneros más populares en Francia. En 1997, IAM publicó "L'école du Micro d'Argent", disco que vendió más de un millón de copias. NTM vendió, por su parte, más de 700.000 copias de su último álbum "Supreme NTM". El grupo se disolvió en 2000.
En los años 2000, de modo similar a lo que ocurrió en Estados Unidos, creció la brecha entre los artistas más comerciales y menos arriesgados musicalmente, frente a los músicos independientes, menos conocidos pero más creativos. La Rumeur y Sheryo son raperos hardcore conocidos por su rechazo al rap francés mainstream, mientras que otros como Casey, Rocé, Médine y Youssoupha representan una mezcla entre el hardcore o el rap purista y lo más generalista.

## Relación con África
A través de la música, muchos raperos de origen africano han podido traer al país su herencia cultural. En multitud de casos, las producciones de rap francés están pobladas de instrumentos africanos como la kora, el balafon y el ngoni. Igualmente, los raperos franceses tienden a incorporar diferentes percusiones africanas o magrebíes en su música.